# Destini (telenovela)
Destini (Baila comigo) è una telenovela brasiliana in 162 puntate scritta da Manoel Carlos e andata in onda su TV Globo dal 16 marzo al 26 settembre 1981.
La telenovela ha per protagonisti della vicenda due giovani gemelli separati alla nascita, interpretati da Tony Ramos.

## Trama
Quinzinho e João Victor (ambedue interpretati da Tony Ramos) sono fratelli gemelli cresciuti ignorando l'esistenza l'uno dell'altro. Ventisette anni prima, infatti, Helena Seixas (Lílian Lemmertz) e Joaquim "Quim" Gama (Raul Cortez), giovane uomo da poco sposatosi con una ricca ereditiera, si erano amati profondamente. Il loro rapporto venne coronato dalla nascita dei due gemelli. Quim, per evitare di dover confessare il suo tradimento alla moglie, non poteva assumersi apertamente la paternità dei bambini. In accordo con Helena pensò allora ad uno stratagemma, facendosi aiutare dal dottor Plínio Miranda (Fernando Torres), perdutamente innamorato della donna: Quim tenne João Victor facendo credere a sua moglie Martha (Tereza Rachel) che il bambino fosse stato abbandonato. Non potendo avere figli, Martha decise di adottare João Victor con suo marito. Prima di lasciarsi per sempre, però, Quim e Helena si giurarono che i due bambini sarebbero stati cresciuti senza sapere nulla l'uno dell'altro.
Helena e Plinio abitano insieme a Rio de Janeiro, sono sposati, hanno avuto una figlia, Lia (Christiane Torloni), e hanno cresciuto insieme Quinzinho. Quim e Martha, contro ogni previsione, hanno avuto anche loro una figlia, Débora (Beth Goulart), e vivono in Portogallo. Tutto sembra andare per il meglio, fino a quando João Victor apprende da Martha di essere stato adottato. Scioccato dalla notizia, egli decide di tornare in Brasile - con Quim, Martha e Débora al seguito - per cercare le sue radici. Tra piccole verità rivelate, scambi di persona, commoventi riappacificazioni e dolorose confessioni, le vite dei vari personaggi verranno sconvolte, prima del lieto fine.
L'intrigo principale e le varie storie parallele - tra cui la relazione interrazziale tra Otto Rodrigues (Milton Gonçalves) e Letícia (Beatriz Lyra) - hanno spesso come ambientazione l'interno della palestra di Caio Fernandes (Carlos Zara), dove lavora anche l'insegnante di danza Joana Lobato (Betty Faria). Caio è socio di Quim in una piccola azienda di aerotaxi ed è divorziato da Sílvia (Fernanda Montenegro), un'ex attrice teatrale che vive col poco che egli le dà mensilmente. Caio e Sílvia sono i genitori di Lúcia (Natália do Vale), una stimata pediatra, che nel corso della telenovela si innamorerà di Quinzinho.

## Personaggi principali
- Joaquim "Quim" Gama, interpretato da Raul Cortez, doppiato da Raffaele Uzzi

Uomo ricco, potente, a tratti rude. Inizia la sua fortuna attraverso un matrimonio di interesse con Martha. Diventa padre di due gemelli, Quinzinho e João Victor, dopo una relazione extraconiugale con Helena. Per evitare di dover ammettere la sua infedeltà, decide di tenere solo uno dei bambini e fa credere alla moglie che è stato abbandonato dai genitori. Ha vissuto per molti anni con la famiglia in Portogallo. Torna in Brasile in seguito a un attacco di cuore e per seguire suo figlio João Victor, che ha appreso da Martha di essere stato adottato.
- Helena Seixas Miranda, interpretata da Lílian Lemmertz

Madre di Quinzinho e João Victor, è costretta a lasciare uno dei due gemelli al padre perché impossibilitata economicamente a crescerli tutti e due. Donna molto ambiziosa, e con grandi sogni per il futuro dei suoi figli, vive con il senso di colpa per aver abbandonato João Victor. È sposata con il dottor Plínio Miranda, con il quale ha una figlia, Lia.
- João Victor Gama, interpretato da Tony Ramos, doppiato da Massimo Rinaldi

Figlio di Quim e Helena, gemello di Quinzinho. Viene adottato da Quim e Martha. Per 27 anni crede di essere figlio naturale dei suoi genitori, fino a quando Martha gli confessa che è stato adottato. Non sa di avere un fratello gemello, che conoscerà solo alla fine della storia. Ragazzo molto serio e a tratti timido, è un avvocato di successo. Vive in Portogallo fino a quando non scopre la verità sulle sue origini e decide di tornare in Brasile alla ricerca della madre.
- Joaquim "Quinzinho" Seixas Miranda, interpretato da Tony Ramos, doppiato da Tonino Accolla

Figlio di Quim e Helena, gemello di João Victor, del quale ignora l'esistenza. È stato cresciuto da sua madre e dal dottor Plínio Miranda, marito della donna. Ragazzo decisamente estroverso e idealista, vive a Rio ed è impiegato di banca, anche se sogna di diventare pilota d'aereo. Incontrerà suo fratello João Victor solo verso la fine della storia.
- Plínio Miranda, interpretato da Fernando Torres, doppiato da Paolo Poiret

Ex medico di Quim, nevrotico ma perbene, ha aiutato lui e Helena nel risolvere il "problema" dei loro figli gemelli nati dalla relazione extraconiugale. Innamorato della donna, la sposa, genera con lei una femmina, Lia, e cresce Quinzinho come se fosse suo figlio.
- Martha Gama, interpretata da Tereza Raquel, doppiata da Ludovica Modugno

Moglie di Quim. Donna futile e orgogliosa, è di origini provinciali, che tiene ben nascoste. Non ama il marito, sebbene non gli perdoni le sue scappatelle coniugali. Non è a conoscenza di tutta la verità sulla nascita di João Victor: la donna sa solo che è stato abbandonato dai suoi genitori. Con Quim ha messo al mondo una figlia, Débora, nonostante avesse a lungo creduto di non poter procreare. La ragazza ama Cae Maia, inviso a Martha.
- Caio Fernandes, interpretato da Carlos Zara

Avvocato dalle attività sospette, controlla con Quim una società di aerotaxi, che rimane nelle sue mani in tutti gli anni in cui il socio vive in Portogallo; Caio ne approfitta per ricavarne il maggior guadagno personale possibile, ingannando Quim. Alterna momenti di delicatezza a sprazzi di estrema violenza. Ha una fissazione per tutto quello che riguarda la II Guerra Mondiale e colleziona diapositive che la riguardano. Ama spassionatamente sua figlia Lúcia, nata dal suo matrimonio con l'attrice teatrale Silvia Toledo, poi fallito. È anche proprietario della palestra dove hanno luogo molte scene della telenovela.
- Lucia Fernandes, interpretata da Natália do Vale, doppiata da Rossella Izzo

Figlia di Caio e Silvia, è medico pediatra. Generosa e altruista, è volontaria in un consultorio. Si innamora di Quinzinho.

## Produzione
È stata la prima telenovela di prima serata scritta da Manoel Carlos, che aveva già firmato in precedenza Marina e Maria, Maria e aveva collaborato con Gilberto Braga alla sceneggiatura di Agua Viva.
Nel cast della telenovela ci sono Fernanda Montenegro e sua figlia Fernanda Torres: tuttavia i personaggi da loro interpretati, Silvia e Fauna, non si incrociano mai. Fernanda Montenegro era stata inizialmente contattata per il ruolo di Helena Seixas Miranda, ma la produzione le preferì Lílian Lemmertz. Per questo motivo, Manoel Carlos decise allora di creare il personaggio di Silvia, originariamente non previsto. La Montenegro e la Torres furono comunque costrette a lasciare Destini prima della sua conclusione perché avevano firmato un contratto con Rede Globo per interpretare rispettivamente i ruoli di Chica e Marilia nella telenovela Brillante.
Alcune scene sono state girate a Venezia (nella trama saranno Quim, Debora e Cae a recarsi nella città lagunare).

## Sigla e colonne sonore
Il titolo originale - oltre a fare riferimento alla palestra di Caio - è collegato all'omonimo successo di Rita Lee dell'anno precedente. In un primo momento, gli autori avevano pensato di usare il pezzo di Rita Lee come sigla di apertura, ma alla fine optarono per una versione strumentale e maggiormente dance della canzone, rielaborata da Robson Jorge e Lincoln Olivetti, collaboratori e musicisti della cantante.
Anche per Destini, furono pubblicate due colonne sonore differenti - una "nacional" e una "internacional" - su etichetta Som Livre. La prima comprendeva pezzi di Maria Bethânia (O lado quente do ser), Guilherme Arantes (Deixa Chover, tema di Joana, diventato subito un successo), Caetano Veloso (Lua e estrela), Ney Matogrosso (Viajante), Marcos Valle (Bicho no cio), oltre alla sigla di apertura firmata da Robson Jorge e Lincoln Olivetti. La versione "internacional" era composta da canzoni di Dolly Parton (9 to 5), Gino Vannelli (Living Inside Myself), Richard Sanderson (Reality), Alan Parsons Project (Time) e Patrick Hernandez (Losing Sleep Over You). Mentre sulla copertina della colonna sonora "nacional" venne scelta un'immagine di Betty Faria alla barra isometrica, nella seconda fu usata una foto di Reginaldo Faria e Natália do Vale in una posa romantica, sebbene i loro personaggi non avessero molti rapporti nella telenovela, tantomeno un coinvolgimento sentimentale.

## Distribuzione
Destini fu esportata in più di 30 paesi stranieri, tra cui Bolivia, Spagna, Marocco, Polonia e Portogallo (dove venne trasmessa per tre volte). In Italia andò in onda dal 16 settembre 1985 al 5 aprile 1986 su Rete 4; a partire dal 2000 è stata più volte replicata dalle tv locali legate al circuito Supersix. Fu la prima telenovela ad essere trasmessa in Francia, dove andò in onda - sia pur in una versione ridotta di 55 episodi - nel 1984 con il titolo di Danse avec moi.